# Briod
Briod là một xã trong vùng hành chính Franche-Comté, thuộc tỉnh Jura, quận Lons-le-Saunier, tổng Conliège. Tọa độ địa lý của xã là 46° 39' vĩ độ bắc, 05° 37' kinh độ đông. Briod nằm trên độ cao trung bình là 540 mét trên mặt nước biển, có điểm thấp nhất là 505 mét và điểm cao nhất là 555 mét. Xã có diện tích 4.04 km², dân số vào thời điểm 1999 là 164 người; mật độ dân số là 41 người/km².

## Địa điểm tham quan
Trong Briod là nhà thờ Saint-Jérôme được xây dựng từ 1495 đến 1512, tháp chuông được xây trong thế kỉ thứ 17.